# Aglaḯa Papá
Aglaḯa Papá (en grec moderne : Αγλαΐα Παπά ; 1904-1984) est une artiste peintre grecque.

## Biographie
Elle serait née en 1904 à Corfou, en Grèce ; cependant selon la biographie de sa sœur aînée Katína Papá (1903-1957), qui deviendra une auteure connue, sa famille originaire de Janicat (en), alors dans l'Empire ottoman et désormais en Albanie, n'aurait fui les persécutions des Albanais musulmans de la région et se serait installée à Corfou que lorsqu'elles étaient adolescentes. 
Aglaé suit des cours de peinture à Corfou avec Márkos Zavitziános et Konstantínos Parthénis. Elle étudie par la suite à l'École des beaux-arts d'Athènes avec Nikólaos Lýtras, Konstantínos Parthénis et Thomás Thomópoulos.
Après avoir obtenu son diplôme, elle continue à étudier à Trieste, Milan et Vienne, où elle suit des cours d'histoire de l'art. De retour en Grèce, elle devient professeur de peinture et d'arts décoratifs à l'école professionnelle de l'orphelinat Amaliéion. Après la mort de sa sœur Katína, elle s'occupe de la publication du roman de cette dernière Dans un lycée de filles et d'un recueil de ses poèmes. 
Aglaïa Papá meurt au Pirée en 1984.